# Justice Department
Justice Department er en militant dyreretsorganisation, oprettet i Storbritannien i 1993, men er også aktiv i USA. Gruppen har taget ansvaret til hundreder af angreb i Storbritannien, som The Independent har kaldt "den mest vedholdende og sofistikerede bombekampagne på det britiske fastland siden IRA var på sit højeste."
Organisationen bruger den samme lederløse modstandsmodel som Animal Liberation Front (ALF) og Stop Huntingdon Animal Cruelty, med små grupper, eller blot en person, som handler som autonome celler.
I januar 1996 tog Justice Department ansvaret for at have sendt konvolutter med barberblade dyppet i rottegift til 80 forskere, jagtguides og andre i USA, Britisk Columbia og Alberta, Canada. På en seddel i brevene stod: "Kære dyredræbende afskum! Vi håber at vi snittede dine fingre op og at du nu dør af rottegiften vi smurte på barberbladet."  David Barbarash, en aktivist fra Vancouver, som blev den nordamerikanske talsmand for Animal Liberation Front, blev sigtet i forbindelse med angrebene, men sagen mod ham blev droppet.
I Justice Department's manifest, som er offentliggjort på ALF's webside, står: "Animal Liberation Front udrettede hvad andre metoder ikke har kunnet, mens de holdt fast ved ikke-vold. En separat ide udviklede sig, som gik på at dyremishandlere har været advaret længe nok. ... Tiden er kommet for dyremishandlere til at få en smagsprøve på den frygt og smerte som deres ofre føler på daglig basis."

## Fodnoter
1. ↑  "SPLCenter.org: From Push to Shove". Arkiveret fra originalen 12. juni 2007. Hentet 26. marts 2007.

## Yderligere læsning
- Animal Liberation Front website Arkiveret 11. september 2006 hos  Wayback Machine (engelsk)
- Arkangel magazine, et magasin dedikeret til dyrs rettigheder (engelsk)
- FBI's vidneudsagn om ALF, James F. Jarboe for House Resources Committee, Subcommittee on Forests and Forest Health, 12. februar 2002. (engelsk)